# Parasterryita
La parasterryita és un mineral de la classe dels sulfurs. El nom deriva del grec «para» per a prop, i «sterryita», que reflecteix l'estreta relació estructural entre els dos minerals.

## Característiques
La parasterryita és una sulfosal de fórmula química Ag₄Pb20Sb14As10S58. Va ser aprovada com a espècie vàlida per l'Associació Mineralògica Internacional l'any 2010, sent publicada per primera vegada el mateix any. Cristal·litza en el sistema monoclínic. La seva duresa a l'escala de Mohs oscil·la entre 3 i 3,5.
Segons la classificació de Nickel-Strunz, la parasterryita pertany a «02.HC: Sulfosals de l'arquetip SnS, amb només Pb» juntament amb els següents minerals: argentobaumhauerita, baumhauerita, chabourneïta, dufrenoysita, guettardita, liveingita, parapierrotita, pierrotita, rathita, sartorita, twinnita, veenita, marumoïta, dalnegroïta, fülöppita, heteromorfita, plagionita, rayita, semseyita, boulangerita, falkmanita, plumosita, robinsonita, moëloïta, dadsonita, owyheeïta i zoubekita.

## Formació i jaciments
Va ser descoberta a la mina italiana de Pollone, situada a Valdicastello Carducci, a la localitat de Pietrasanta (Província de Lucca, Toscana). Es tracta de l'únic indret de tot el planeta on ha estat descrita aquesta espècie mineral.